# Istočnoafrička zajednica
Istočnoafrička zajednica (EAC) je međuvladina organizacija sastavljena od šest suverenih država regije Afričkih velikih jezera u istočnoj Africi: Burundija, Kenije, Ruande, Južnog Sudana, Tanzanije i Ugande. Pol Kagame, predsednik Ruande, takođe je predsednik i ove organizacije. Organizacija je osnovana 1967. godine, prestala s postojanjem 1977. godine, a obnovljena 7. jula 2000. godine. 2008. godine, nakon pregovora sa Zajednicom za razvoj Južne Afrike (SADC) i Zajedničko tržište za istočnu i jugoistočnu Afriku (COMESA), EAC se složio sa proširenom zonom slobodne trgovine, uključujući države članice sve tri organizacije. EAC je sastavni deo Afričke ekonomske zajednice. Glavni grad EAC-a je Aruša, dok je Dar es Salam najnaseljeniji grad.
EAC je potencijalni uspostavljač Istočnoafričke federacije, predložene federacije njenih članica u jedinstvenu suverenu i nezavisnu državu. U 2010. godini, EAC je pokrenuo vlastito zajedničko tržište za robu, rad i kapital u okviru regiona, s ciljem stvaranja zajedničke valute i eventualno pune političke federacije. U 2013. potpisan je protokol u kojem se navode njihovi planovi za pokretanje monetarne unije u roku od 10 godina. U septembru 2018. godine formiran je odbor za početak procesa izrade regionalnog ustava.
U january 2023. godine, Istočnoafrička zajednica je odlučila da izda jedinstvenu valutu u naredne četiri godine. Od Saveta ministara se očekuje da, u toku 2023. godine, odluči gde će se nalaziti Istočnoafrički monetarni institut i da pripremi plan za izdavanje zajedničke valute.

## Geografija
Geografski region koji obuhvata EAC pokriva površinu od 2.467.202 km2 (952.592 sq mi), sa ukupnim stanovništvom od oko 173.583.000.
- Geografske karakteristike EAC-a
- Tri EAC zemlje se graniče sa jezerom Viktorija.
- Planina Kilimandžaro, najviši vrh Afrike, locirana u Tanzaniji.
- Dijani Bič, okrug Kilifi, Kenija.

### Partnerske države
| Ime         | Prestonica | Pristupanje | Populacija  | Površina (2) | BNP (US$ ml) | BNP po stanovniku (US$) | BNP PPP (US$ ml) | BNP PPP po stanovniku (US$) |
| ----------- | ---------- | ----------- | ----------- | ------------ | ------------ | ----------------------- | ---------------- | --------------------------- |
| Kenija      | Najrobi    | 2000        | 46.756.000  | 580.367      | 69.074       | 1.477                   | 163.352          | 3.494                       |
| Tanzanija   | Dodoma     | 2000        | 49.605.000  | 947.300      | 49.528       | 998                     | 161.790          | 3.262                       |
| Uganda      | Kampala    | 2000        | 42.319.000  | 241.038      | 27.556       | 651                     | 90.973           | 2.150                       |
| Burundi     | Gitega     | 2007        | 9.879.000   | 27.830       | 2.976        | 301                     | 8.486            | 859                         |
| Ruanda      | Kigali     | 2007        | 11.887.000  | 26.338       | 9.052        | 762                     | 23.713           | 1.995                       |
| Južni Sudan | Juba       | 2016        | 13.137.000  | 644.329      | 5.239        | 399                     | 24.191           | 1.841                       |
| DR Kongo    | Kinšasa    | 2022        | 95.944.984  | 2.344.858    |              |                         |                  |                             |
| Somalija    | Mogadišu   | 2023        | 18.367.500  | 637.660      |              |                         |                  |                             |
|             |            |             | 173.583.000 | 2.467.202    | 163.425      | 941                     | 472.505          | 272.206                     |

## Poređenje sa drugim regionalnim blokovima
| Afrička ekonomska zajednica | Afrička ekonomska zajednica | Afrička ekonomska zajednica | Afrička ekonomska zajednica | Afrička ekonomska zajednica | Afrička ekonomska zajednica |
| --- | --------------------------- | --------------------------- | --------------------------- | --------------------------- | --------------------------- |
| Glavni regionalni blokovi (REC)1 | Površina (²)                | Populacija                  | BDP (PPP) ($US)             | BDP (PPP) ($US)             | Zemlje članice              |
| Glavni regionalni blokovi (REC)1 | Površina (²)                | Populacija                  | u milionima                 | po stanovniku               | Zemlje članice              |
| AEC | 29.910.442                  | 853.520.010                 | 2.053.706                   | 2.406                       | 54                          |
| ECOWAS | 5.112.903                   | 349.154.000                 | 1.322.452                   | 3.888                       | 15                          |
| ECCAS | 6.667.421                   | 121.245.958                 | 175.928                     | 1.451                       | 11                          |
| SADC | 9.882.959                   | 233.944.179                 | 737.335                     | 3.152                       | 15                          |
| EAC | 2.440.409                   | 169.519.847                 | 411.813                     | 2.429                       | 6                           |
| COMESA | 12.873.957                  | 406.102.471                 | 735.599                     | 1.811                       | 20                          |
| IGAD | 5.233.604                   | 187.969.775                 | 225.049                     | 1.197                       | 7                           |
| Drugi afrički blokovi | Površina (²)                | Populacija                  | BDP (PPP) ($US)             | BDP (PPP) ($US)             | Zemlje članice              |
| Drugi afrički blokovi | Površina (²)                | Populacija                  | u milionima                 | po stanovniku               | Zemlje članice              |
| CEMAC 2 | 3.020.142                   | 34.970.529                  | 85.136                      | 2.435                       | 6                           |
| SACU | 2.693.418                   | 51.055.878                  | 541.433                     | 10.605                      | 5                           |
| UEMOA 1 | 3.505.375                   | 80.865.222                  | 101.640                     | 1.257                       | 8                           |
| UMA 2 | 5.782.140                   | 84.185.073                  | 491.276                     | 5.836                       | 5                           |
| GAFTA 3 | 5.876.960                   | 166.259.603                 | 635.450                     | 3.822                       | 5                           |
| 1 Ekonomski blok unutar REC 2 Predloženo za REC, ali osporena participacija 3 Neafrički članovi GAFTA su izuzeti is cifara najmaja vrednost među poređenim blokovima najveća vrednost među poređenim blokovima Tokom 2004. Izvor: CIA World Factbook 2005, IMF WEO Database|                             |                             |                             |                             |                             |